# تیم ملی والیبال زنان اسلواکی
تیم ملی والیبال زنان اسلواکی تیم ملی والیبال زنان کشور اسلواکی است.